# Paweł Michał Miotk
Paweł Michał Miotk (ur. 25 września 1887 w Będargowie koło Szemuda, zm. 11 listopada 1933) – działacz społeczny, ludowy poeta kaszubski, wójt Luzina (1933).

## Życiorys
Pochodził z rodziny chłopskiej. Był synem weterana powstania styczniowego. Ukończył pruską szkołę elementarną. W latach 1908–1909 odbywał służbę wojskową. W okresie I wojny światowej ponownie przywdział mundur niemiecki, walczył na różnych frontach (w tym w Chinach) dochodząc do stopnia oficerskiego. Dwukrotnie ranny z wojny wrócił jako inwalida z bezwładem lewej ręki.
W 1918 pracował w Wejherowie jako celnik w porcie węglowym. W 1920 przeniósł się na stałe do Luzina, gdzie wykupił od niemieckiego właściciela karczmę z zajazdem i salą widowiskową. Prowadził zlewnię mleka oraz uruchomił prywatną linię autobusową do Strzepcza. Zainwestował w lokal, wyposażył go w elektryczność, centralne ogrzewanie oraz telefon. Niebawem karczma Miotka nabrała charakteru centrum kulturalno-społecznego Luzina, odbywały się tu spotkania mieszkańców oraz imprezy narodowo-patriotyczne, na których mówcą często bywał gospodarz lokalu obdarzony talentem oratorskim. W okraszonych humorem mowach przewijały się zazwyczaj wątki antyniemieckie. Miotk działał także w amatorskiej Regionalnej Grupie Teatralnej w Luzinie wystawiającej kaszubskie przedstawienia autorstwa Bernarda Sychty i Leona Heykego. Dążył do włączenia młodzieży kaszubskiej w polski ruch narodowy. Był członkiem m.in. Kółka Rolniczego i Towarzystwa Powstańców i Wojaków. Należał do grona założycieli i akcjonariuszy spółki wydawniczej i drukarskiej „Gazeta Kaszubska” politycznie bliskiej ruchom endeckim.
Mowy Miotka („gadki”) były często wierszami okolicznościowymi, pisanymi i wygłaszanymi na użytek chwili. Wiele z nich prezentowały także inne zespoły ludowe z Kaszub. Sam autor nie dbał o ich zapis, wskutek czego większość wierszy zaginęła; część pozostała w rękopisach w rękach rodziny. W 1959 na łamach „Literatury Ludowej” dwie humoreski opublikował Leon Roppel, w 1987 w „Pomeranii” jedną ogłosił Stanisław Janke.
W 1932 Miotk pełnił godność starosty ogólnopolskich dożynek w Spale, gdzie przebywał na czele zespołu kaszubskiego z Luzina. W maju 1933 objął funkcję wójta Luzina, zmarł pół roku później 11 listopada 1933 na atak serca. Pochowany został na cmentarzu w Luzinie.
Od 1918 był żonaty z Anastazją Formelą (Formellą) z Borka. Dzieci nie miał, wychowywał siostrzenicę żony, Jadwigę Kotłowską (potem po mężu Semak, artystkę ludową, działaczkę społeczną). Wdowa po 1933 wyszła za mąż za Ludwika Jasiewicza i wraz z nim została uwięziona przez Niemców w 1939 (hitlerowcy poszukiwali Miotka, nie wiedząc o jego śmierci); do końca wojny była więźniarką obozu w Ravensbrück.